# Трипільська культура

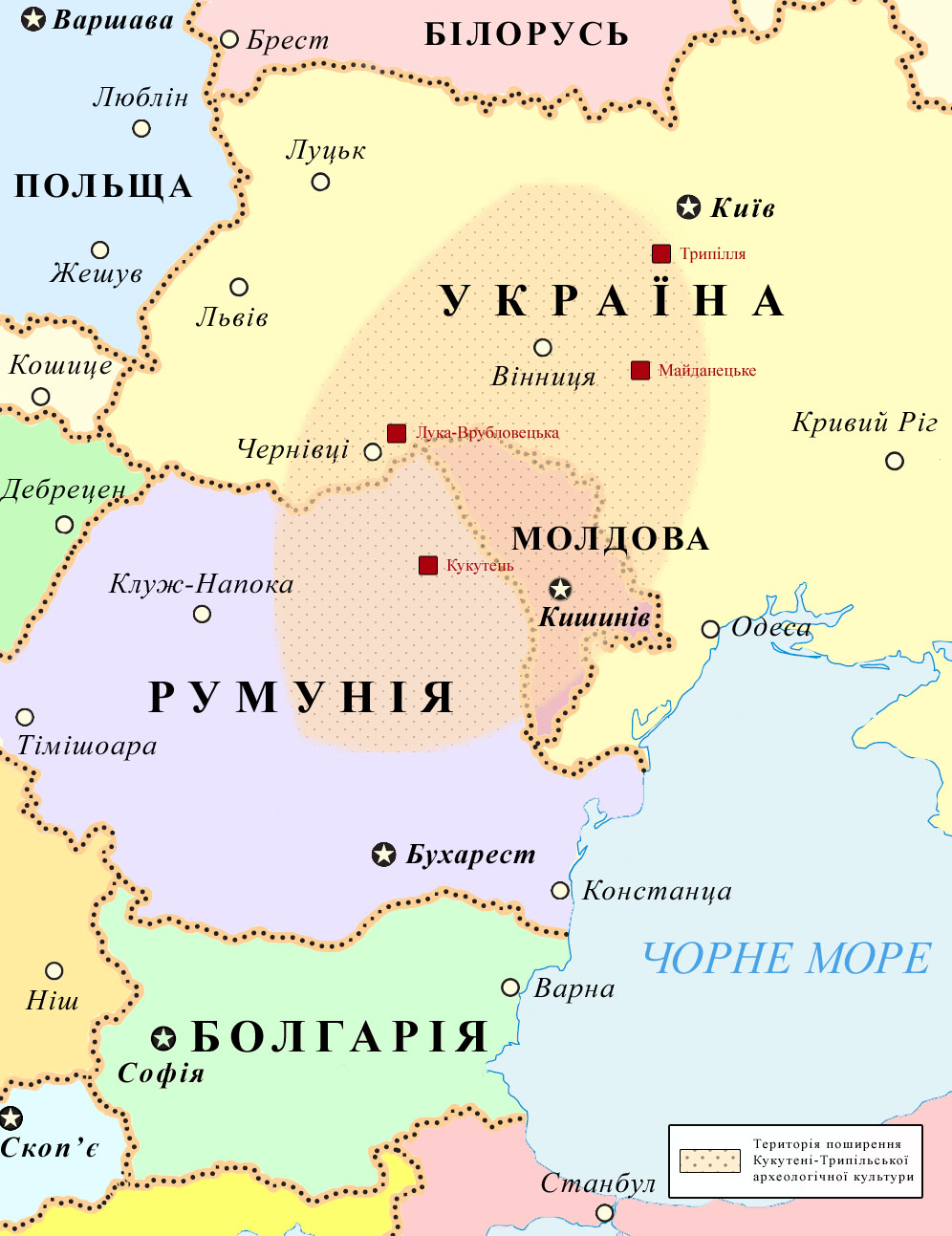
Географія поширення Кукутень-Трипільської археологічної культури

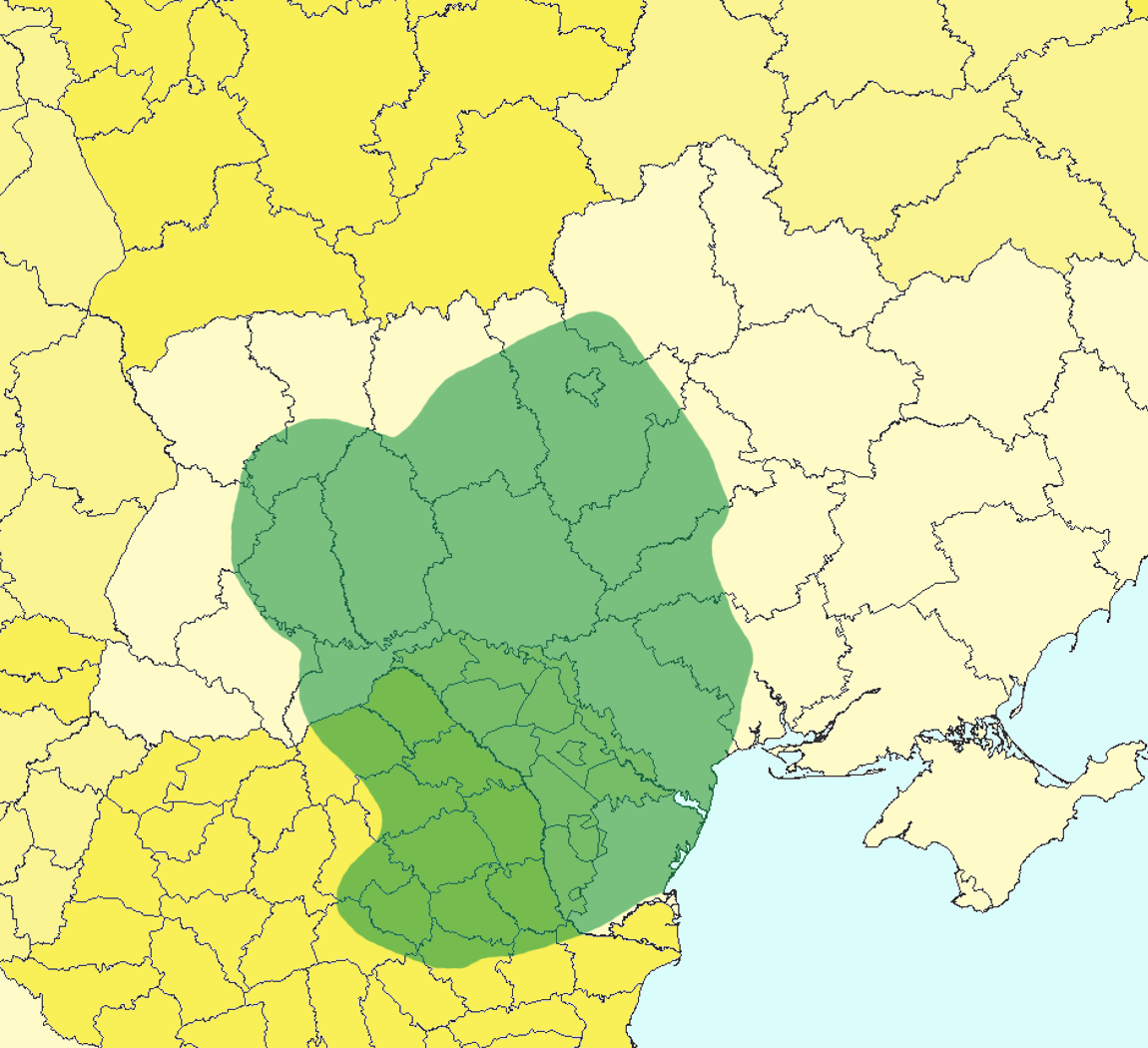
Максимальне поширення

Трипі́льська культу́ра, також Трипілля, культу́ра Кукуте́нь (рум. Cultura Cucuteni), культурна спільність Трипі́лля-Кукуте́нь — археологічна культура часів неоліту і раннього енеоліту, українська назва якої походить від назви села Трипілля на Київщині, а румунська — від назви румунського села Кукутень, де наприкінці XIX століття були незалежно відкриті перші археологічні знахідки артефактів цієї культури. На території сучасної України Трипільська культура була відкрита українським археологом чеського походження Вікентієм Хвойкою.
Трипільська культура набула найбільшого розквіту між 5500 та 2750 роками до н. е., розташовувалася між Карпатами і Дніпром на територіях сучасної Румунії, Молдови та України загальною площею понад 350 тис. км². У часи розквіту культури їй належали найбільші за розміром поселення у Європі: кількість мешканців деяких із них перевищувала 15 тис. осіб.
Трипільська культура є однією з основних давньоземлеробських культур кам'яно-мідної доби (енеоліту). Трипільські племена посідали простори Східної Європи від Карпат до Дніпра, від Полісся до Чорного моря. Розвивалася ця культура в V—IV тис. до н. е. (протягом 2000 років) і пройшла у своєму розвитку три етапи — ранній, середній та пізній. В Україні було виявлено (станом на 2014 рік) понад дві тисячі пам'яток Трипільської культури. Вони згруповані у 15 областях: найбільше в Середній Наддністрянщині та Надпрутті й Надбужжі, менше у Наддніпрянщині — ймовірно, за густотою розселення об'єднання племен.
Однією з особливостей трипільської культури була величезна територія поширення (близько 190 тис. км²). Під час свого найбільшого розквіту (наприкінці середнього етапу) населення на всій території трипільської культури за різними оцінками становило від 400 тисяч до 2 мільйонів осіб.
Проблема походження трипільців не до кінця з'ясована. Більшість археологів схиляється до думки, що основу ранньотрипільської культури становили південні землеробсько-скотарські племена культур балканського походження, які, однак, у процесі поширення на нові східні території вбирали в себе на різних етапах елементи місцевих неолітичних та енеолітичних культур.

## Історія дослідження

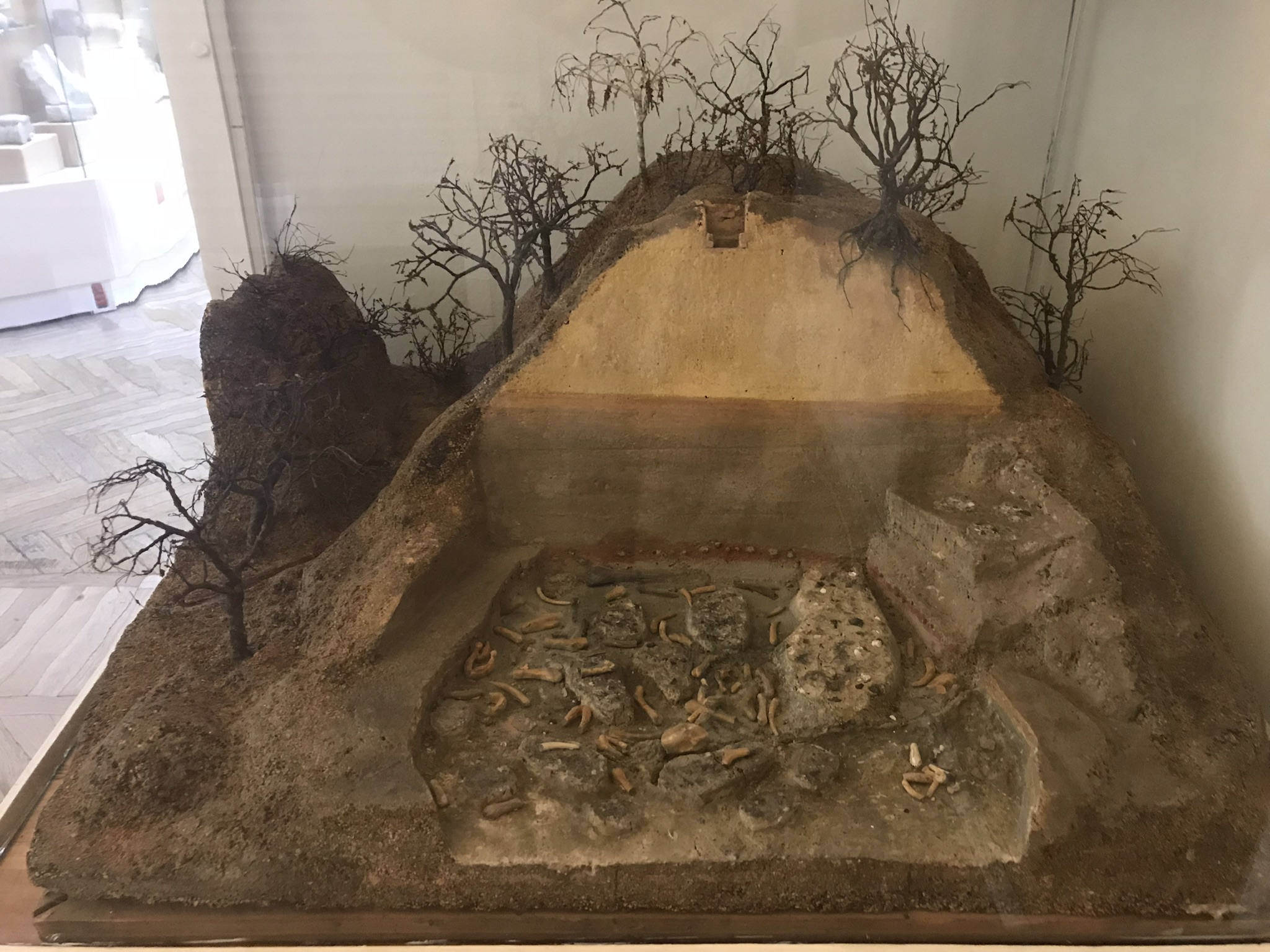
Макет Кирилівської стоянки, кін. XIX ст. Національний музей історії України, Київ. Макет був виготовлений на замовлення Вікентія Хвойки до XI Всеросійського археологічного з'їзду, який відбувся у Києві у 1899 р. Знизу зображено розкопки стоянки мисливців на мамонтів, зверху — розвідковий шурф, у якому Вікентій Хвойка вперше дослідив пам'ятки трипільської культури

Територія поширення трипільської культури від часів її відкриття і до сьогодні належала різним державам, що спричинило появу трьох назв — Кукутень у Румунії, культура мальованої кераміки в Галичині і Буковині та трипільської культури на Поділлі, Черкащині та Київщині.
Перші відомості про архаїчну культуру з мальованою керамікою було отримано і опубліковано львівським археологом Антонієм Шнайдером у 70-х роках XIX ст. за результатами досліджень на території Галицького Поділля, яке входило тоді до складу Австро-Угорської імперії. На її території в Галичині наприкінці XIX ст. зроблені перші стратиграфічні та хронологічні спостереження культури мальованої кераміки.
У Румунії культура отримала назву села Кукутені, біля якого 1884 року румунським фольклористом і етнографом Теодором Бурада були знайдені перші артефакти — фрагменти кераміки та теракотові фігурки. 1885 року групою вчених із Ясс були здійснені перші розкопки, і того ж року поет Ніколає Белдічану опублікував статтю «Antichitățile de la Cucuteni» (Старожитності Кукутені). Оголошення результатів археологічних робіт відбулося 1889 року на міжнародній конференції в Парижі.
Археолог Вікентій Хвойка відкрив перше трипільське поселення на території сучасної України у 1893—1894 роках на вулиці Кирилівській, 55, у Києві. Хвойка презентував свої знахідки у серпні 1899 року на XI археологічному з'їзді в Києві. Офіційним роком відкриття Трипільської культури в Україні вважається 1893 — рік початку розкопок на вулиці Кирилівській у Києві. Восени 1897 року кілька поселень із матеріалами, подібними до київських знахідок, Вікентій Хвойка знайшов в околицях містечка Трипілля Київського повіту (нині — село Трипілля Обухівського району Київської області). У радянських молдавських, російських, українських та інших публікаціях для пам'яток з території України та Молдови поширена назва «Трипільська культура».
З часом стало зрозуміло, що археологічна культура Кукутень на території Румунії та культура Трипілля на території України належать до одного культурного комплексу. Зараз часто використовується назва «Кукутень-Трипілля», хоча назви «Кукутень» та «Трипілля» також можуть використовуватися окремо. Використовується також назва «культурно-історична спільність» або «спільність» Трипілля-Кукутень (Кукутень-Трипілля).

### Польові дослідження

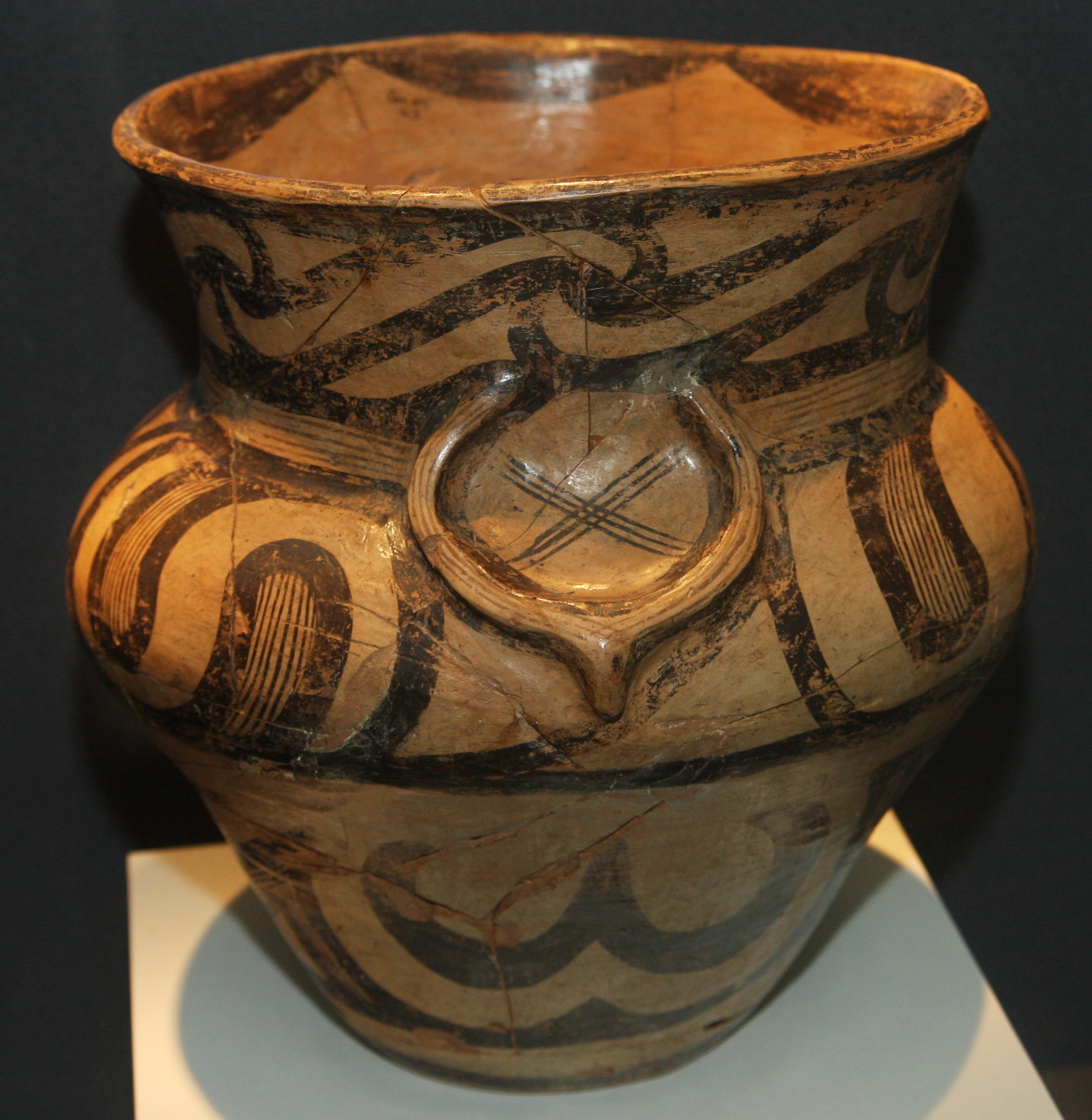
Трипільська кераміка

Пряслиця керамічні. 4-те тис. до н. е. Поселення Жванець. З колекції музею трипільської культури Національного історико-етнографічного заповідника «Переяслав»

За даними Тетяни Пассек, найдавніший час знахідки трипільської культури з Подніпров'я з колекцій Державного історичного музею у Москві — 1854 рік. Однак є дані, що в Галичині перші розкопки для поповнення приватної колекції відбулись у 1750 році, а знаменита печера Вертеба з трипільськими старожитностями була випадково відкрита в 1822 році. Дослідження трипільської культури наприкінці XIX століття на землях України, які входили до складу Австро-Угорської імперії, здійснювали А. Шнайдер (Борщівщина, 1870-ті; с. Кошилівці, 1878), А. Кіркор (Більче-Золоте, 1876; с. Козаччина, 1877), Г. Оссовський, В. Деметрикевич (Вертеба, Більче-Золоте), І. Коперницький та В. Пшебиславський (с. Городниця, 1877), Р. Кайндль та Й. Сомбаті (Шипинці) та інші. У працях зазначених археологів знайдені старожитності культури мальованої кераміки було визначено як «домікенські», тим самим вказувалося на їхнє певне місце серед європейських старожитностей. Було зроблено перші стратиграфічні та хронологічні спостереження. Виникла дискусія про інтерпретацію скупчень обпаленої глини як поховальних споруд (Г. Оссовський) або жител (В. Деметрикевич, Р. Кайндль, К. Гадачек). Накопичені під час перших розкопок джерела стали базою для подальших розкопок і досліджень культури мальованої кераміки.
Археологічні дослідження на Поділлі наприкінці XIX — на початку XX століття пов'язані з розвідувальними працями Ю. Й. Сіцінського та створенням археологічної карти Поділля. На мапі, виданій у 1920-х роках, було позначено 30 трипільських пам'яток (усього мапа налічувала близько 2000 пам'яток). 1891 року відомий історик В. Б. Антонович разом із Ч. Зборовським розкопали трипільське поселення біля села Кринички на Поділлі. Було досліджено залишки жител, серед яких виявлено мальовану кераміку, антропоморфні статуетки. 1925—1929 дослідження проводили В. Козловська, М. Макаренко, П. Курінний, М. Рудинський, С. Гамченко, М. Болтенко у складі Трипільської експедиції, організованої Трипільською комісією ВУАК. 1924—1940 дослідження проводила Трипільська експедиція Інституту археології АН УРСР (начальник експедиції — С. Магура, співробітники В. Петров, Н. Кордиш, В. Козловська, К. Коршак, М. Макаревич), до роботи в якій було запрошено Т. Пассек та Ю. Кричевського. Після 1945 р. значні дослідження вели експедиції Інституту археології АН УРСР (Ю. Захарук, М. Макаревич, А. Добровольський, О. Лагодовська, В. Даниленко) та Інституту археології АН СРСР (Т. Пассек, К. Черниш). З 60-х років XX ст. працювали дослідники з Інституту археології АН УРСР — С. Бібіков, В. Збенович, В. Круц, Е. Патокова, Т. Мовша, М. Шмаглій, О. Цвек та ін. Після 1971 р. розпочато вивчення поселень-протоміст трипільської культури — Майданецьке, Тальянки, Доброводи, Веселий Кут та ін. З кінця 60-х років В. Дудкін проводив магнітну зйомку планів поселень, загалом близько 40, у тому числі найбільших — Майданецького (1971—1974) і Тальянок. У XXI ст. над дослідженням трипільської культури працюють співробітники Інституту археології НАН України, багатьох музеїв, університетів: Г. Бузян, Н. Бурдо, М. Відейко, О. Дяченко, О. Корвін-Піотровський, Е. Овчинников, В. Петренко, С. Рижов, В. Рудь, Н. Скакун, М. Сохацький, Т. Ткачук, О. Якубенко та ін. Проводяться міжнародні експедиції за участю археологів із Великої Британії (Дж. Чапман, Б. Гейдарська), Німеччини (Й. Мюллєр, К. Рассманн, Р. Улрау, Р. Хофманн та ін.). Отримано нові геомагнітні плани поселень (2011—2016), відкрито невідомі раніше рештки укріплень, громадських споруд, гончарних горнил.

На початку 2023 року на околиці смт Гусятин, що на Тернопільщині, у лісовому урочищі «Попівський сад» місцеві краєзнавці виявили стародавнє поселення Трипільської культури. За словами директора місцевого краєзнавчого музею Тараса Василика, цього поселення у реєстрі пам'яток археології — не було.
Плануємо запросити спеціалістів, які досліджують трипільську культуру, аби вони продовжили дослідження і визначили, до якого саме часу трипільської культури належать ці фрагменти.
— зазначив він.

### Генетичні дослідження
2005 року з печери Вертеба на Поділлі (Тернопільська область) О. Нікітіним були отримані перші за історію вивчення трипільської культури зразки для генетичного аналізу. 2010 року було представлено перші результати. Ще через три роки висновки отримали підтвердження у підсумку порівняльного аналізу філогенетичних витоків неолітичних попередників трипільців у Центральноєвропейському-Балканському регіоні. Було встановлено, що трипільці несли в собі материнські генетичні лінії, характерні для всієї землеробської неолітичної ойкумени, започаткованої ще на території Малої Азії — прабатьківщині європейського сільського господарства. Проте домінують в останках трипільців автохтонні гени донеолітичної людності, яка існувала в районі від Карпатських гір до Північного Причорномор'я ще до приходу туди хліборобів.

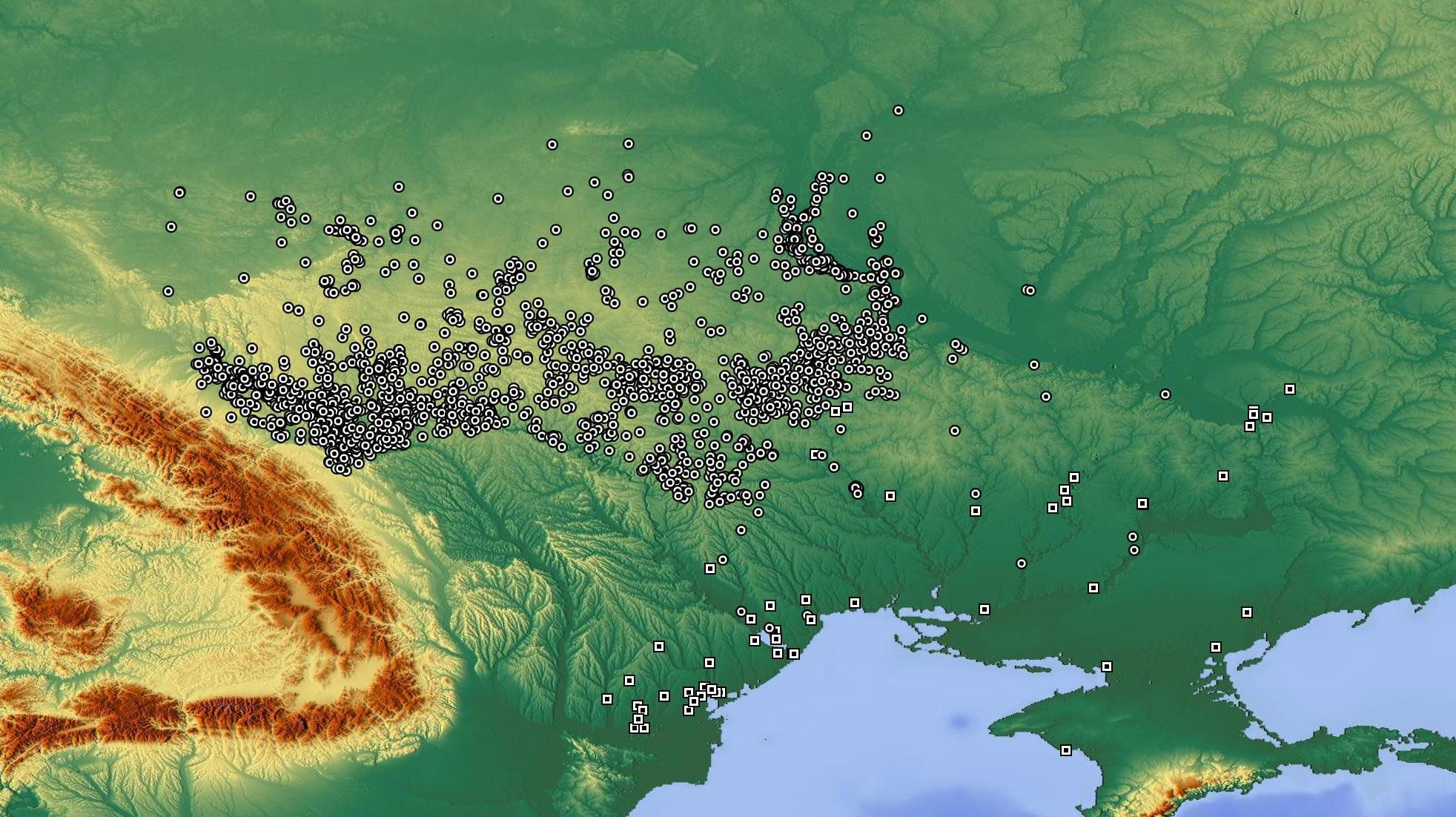
Археологічні пам'ятки трипільської культури на території України

## Періодизація та хронологія

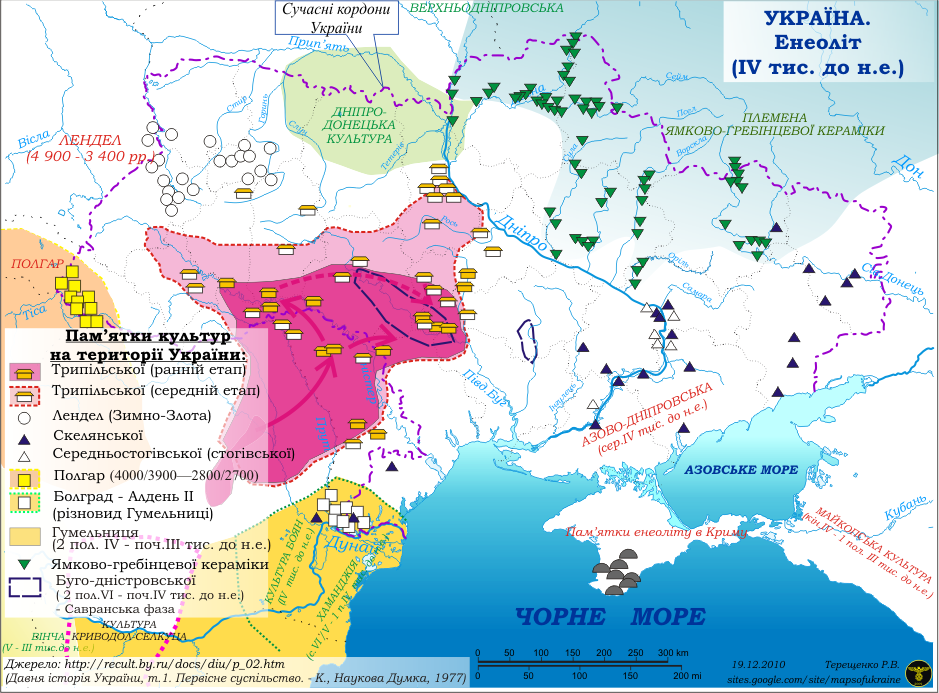
Ранній та середній етапи Трипільської культури

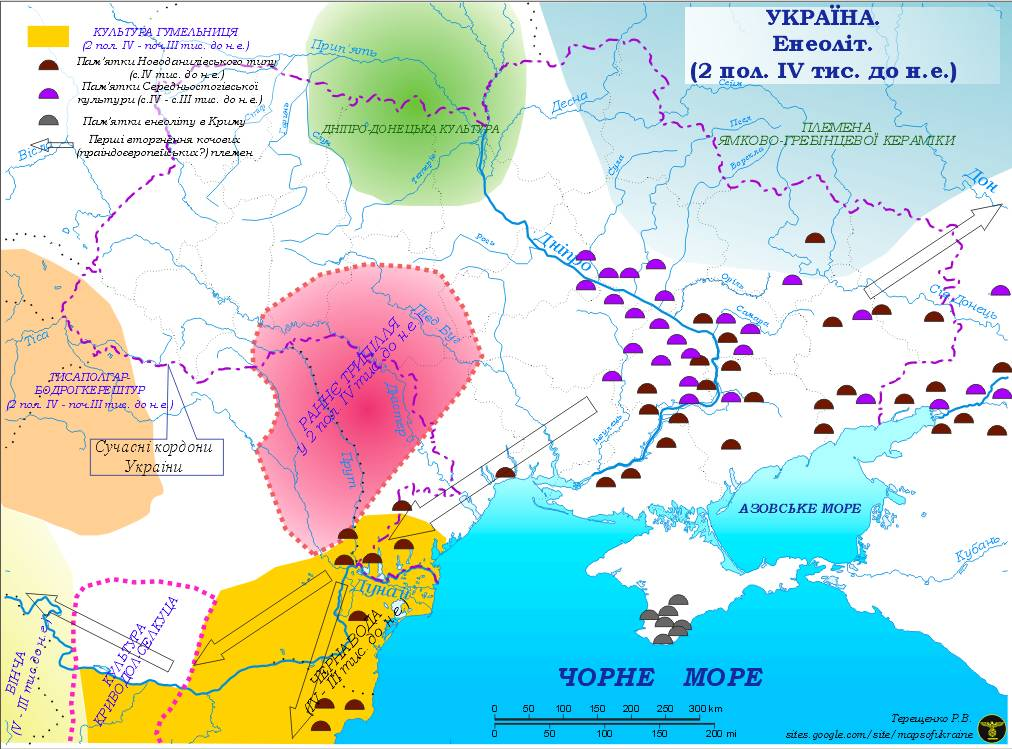
Кукутені-Трипілля у 2-й половині 4-го тисячоріччя до н. е.

### Хронологія
Культура Трипілля-Кукутень, з огляду на тривалий час її існування, значне поширення, широкі зв'язки та ступінь вивченості, займає особливе місце у розробці питань синхронізації, періодизації та хронології більшості пам'яток мідної доби в Україні та за її межами. Нині використовують дві схеми періодизації культури Трипілля-Кукутень, розроблені на підставі стратиграфічних даних, а також типологічного, стилістичного та статистичного аналізу керамічних комплексів багатьох поселень, які було досліджено на території Румунії, Молдови та України. Щодо трипільської культури в Україні дослідники застосовують насамперед періодизацію, розроблену Т. С. Пассек ще у 1930-х роках і вдосконалену в 1949 році, а також вдосконалену Н. Виноградовою у 1982 році. Відповідно до неї виділено три періоди, два з яких поділяються на етапи:
- ранній (А),
- середній (В, CI)
  - етап BI,
  - етап BI-II
  - етап BII,
  - етап CI
- пізній
  - етап CII.

Для території Румунії періодизація (стосовно культури Кукутень) була розроблена Г. Шмідтом, а вдосконалена В. Думітреску. О. О. Кандиба-Ольжич здійснив розкопки у Верхній Наддністрянщині у 1930-ті роки та ґрунтовно вдосконалив періодизацію. Виокремлюються періоди Кукутень А (з фазами A1, A2, A3, A4), Кукутень А-В (фази А-B1 та А-B2), Кукутень В (фази B1, B2, ВЗ). У її основу покладена стратиграфія поселень, насамперед Ізвоаре, та типологія мальованого посуду. Пам'ятки, що становлять основу культури Кукутень і відповідають Трипіллю А, виділено в культуру Прекукутень (Докукутень), розділену, своєю чергою, на три фази — I, II, III. В окрему культуру Городіштя-Фолтешть-Ербічень виділено найпізніші пам'ятки, які відповідають пізньотрипільським (етап CII).
За час, що минув після виходу в 1949 році праці Т. С. Пассек, присвяченої періодизації поселень трипільської культури, до схеми періодизації іншими дослідниками було внесено деякі зміни та доповнення. Не всі з них були прийняті більшістю науковців, лише окремі зміни почали використовувати досить широко. Було визнано виділений Н. М. Виноградовою етап BI-II, перехідний між етапами BI і BII середнього періоду трипільської культури. Крім того, до пізнього періоду почали зараховувати лише етап CII, майже вийшло з ужитку застосування для південної зони поширення трипільської культури позначення відповідних етапів літерою «γ». Тому етапи γI, γII у багатьох сучасних працях позначені відповідно як CI, CII.
Леонід Залізняк подає відповідність періодизації Кукутень до Трипілля:
| Кукутень       | Трипілля                  |
| Докукутень I   | немає відповідника        |
| Докукутень II  | немає відповідника        |
| Докукутень III | Трипілля А                |
| Кукутень А     | Трипілля BI               |
| Кукутень А-В   | Трипілля BII              |
| Кукутень В     | Трипілля CI — початок CII |

Фазу Трипілля CII сучасна археологія відносить до ранньої бронзової доби.
Інший варіант періодизації:
- Початковий: 5300—4000 до н. е. (румунське Прикарпаття)
- Ранній: 4000—3600 до н. е. (Прутсько-Дністровське межиріччя)
- Середній: 3600—3100 до н. е. (Дністро-Бузьке межиріччя)
- Пізній: 3100—2500 до н. е. (Дністро-Дніпровське межиріччя)

### Прекукутень (Ранній етап)
Охоплювало часовий проміжок другої половини VI — початку V тис до н. е.

#### Прекукутень I
Відбулося переселення носіїв новокам'яної культури Боян із Мунтенії до Південно-Східної Трансільванії та Прикарпатській Молдові. Відбулася складна взаємодія прибульців із місцевим населенням культури лінійно-стрічкової кераміки, носіями культур Хаманджія, Кереш, Тордош, що зумовила формування синкретичного типу пам'яток Прекукутень I.

#### Прекукутень II
Стабілізація культури та рух її носіїв на схід і розселення їх у Пруто-Дністровському міжріччі, заснування групи поселень у долині річки Реут (Флорешти I, Рогожани), що є правою притокою Дністра. Тоді ж переселенці перейшли Дністер і на його лівому березі заснували стоянки Окопи (нині Тернопільська обл.) та Бернашівку (нині Вінницька обл.).  Остання є найдавнішим трипільським поселенням на теренах України (сер. VI тис. до н. е.)

#### Прекукутень III
Наступна хвиля розселення у Дністро-Бузьке межиріччя та середню течії Південного Бугу, заснування поселень Олександрівка, Сабатинівка II, Гайворон (обидва Кіровоградської обл.), Гребенюків Яр (поблизу Майданецького Черкаської обл.).  Остаточне формування докукутенсько-ранньотрипільської культури, що відповідає Трипіллю А.

#### Опис
У другій половині VI тисячоліття та у першій половині V тисячоліття до н. е. племена трипільської культури розселялися в басейні Дністра і Південного Бугу, де дослідники виявили багато ранньотрипільських поселень. За цього періоду вони розташувалися здебільшого в низьких місцях біля річок, але виявлено також поселення, розміщені на підвищених плато. Житла будували у вигляді заглиблених землянок або напівземлянок, а також переважно наземні, підлогу і вогнище або печі з припічком зміцнювали глиною; стіни споруджували з дерева або плоту, обмазаного глиною. На ранньому етапі розвитку трипільської культури з'являються наземні прямокутної форми будівлі на стовпах з обмазаними глиною дерев'яними плетеними стінами, що мали солом'яну або очеретяну стріху. У поселеннях, розташованих на підвищених плато, план розміщення жител наближався до форми кола чи овалу.
Основою господарства за цього періоду було хліборобство і тваринництво. Полювання, рибальство і збиральництво також мали важливе значення. Сіяли пшеницю (однозернянку, двозернянку, полбу), ячмінь, просо, жито, горох. Землю обробляли за допомогою мотик, зроблених із рогу оленя, каменю або з кістки та палиць-копачок із загостреними вістрями. Урожай збирали за допомогою серпів із кремінними вкладнями. Зерно розтирали кам'яними зернотертками. Жінки ліпили посуд, виготовляли прядиво, одяг. Чоловіки полювали, розводили худобу, займалися рибальством, виготовляли знаряддя з кременю, кісток та каменю.
У тваринництві перше місце належало великій рогатій худобі, на другому були свині, вівці, кози. Відомий домашній кінь. Для поповнення м'ясної їжі за цієї доби велике значення мало полювання на оленя, дику свиню та сарну.
Значного розвитку досягли гончарні вироби. Глиняний посуд різноманітної форми ліпили руками: великі посудини грушоподібної форми для зерна, різної форми горщики, миски, ложки, друшляки, біноклеподібний посуд. З глини ліпили жіночі статуетки, модельки житла, намисто, амулети. Поверхню посуду вкривали заглибленим орнаментом або канелюрами у вигляді стрічок із кількох паралельних ліній, що утворювали спіральні форми орнаменту. Таким орнаментом вкривали також більшість статуеток. Статуетки, модельки жител та амулети мали ритуальне призначення і були пов'язані з хліборобськими культами. Серед досліджених ранньотрипільських поселень виявлено, хоч дуже рідко, різні вироби з міді, переважно прикраси: браслети, кільця, гачки тощо, а в поселенні біля села Корбуни в Молдавії знайдено великий скарб мідних речей, переважно прикрас, котрий датовано першою половиною V тисячоліття до н. е.
На думку фінського науковця Аско Парполи, індолога з Гельсінського університету, існують лінгвістичні причини вважати, що колесо було винайдено саме в Трипільській культурі на території сучасної України. Версію про європейське походження колеса висунув ще у 1990-х німецький вчений А. Хойслер. Про знахідки моделей коліс у розкопках трипільських поселень останньої чверті 5 тис. до н. е. (за тисячоліття до відповідних знахідок у Месопотамії) повідомляв у 1981 році у наукових публікаціях румунський археолог Діну. Звідси інновація швидко поширилася Європою: згадки про колесо зустрічаються у поселеннях Зюшен (Німеччина), Броночице (Польща), рештки возів знайдено наприкінці 1980-х на території Краснодарського краю Росії датуванням середина 4 тис. до н. е. В українському килимарстві, гончарстві, дерево-різьбярстві, вишивках і писанках існує дуже багато геометричних і рослинних орнаментальних мотивів, які виразно нагадують орнамент палеолітичної та неолітичної доби в Україні.

### Середній етап

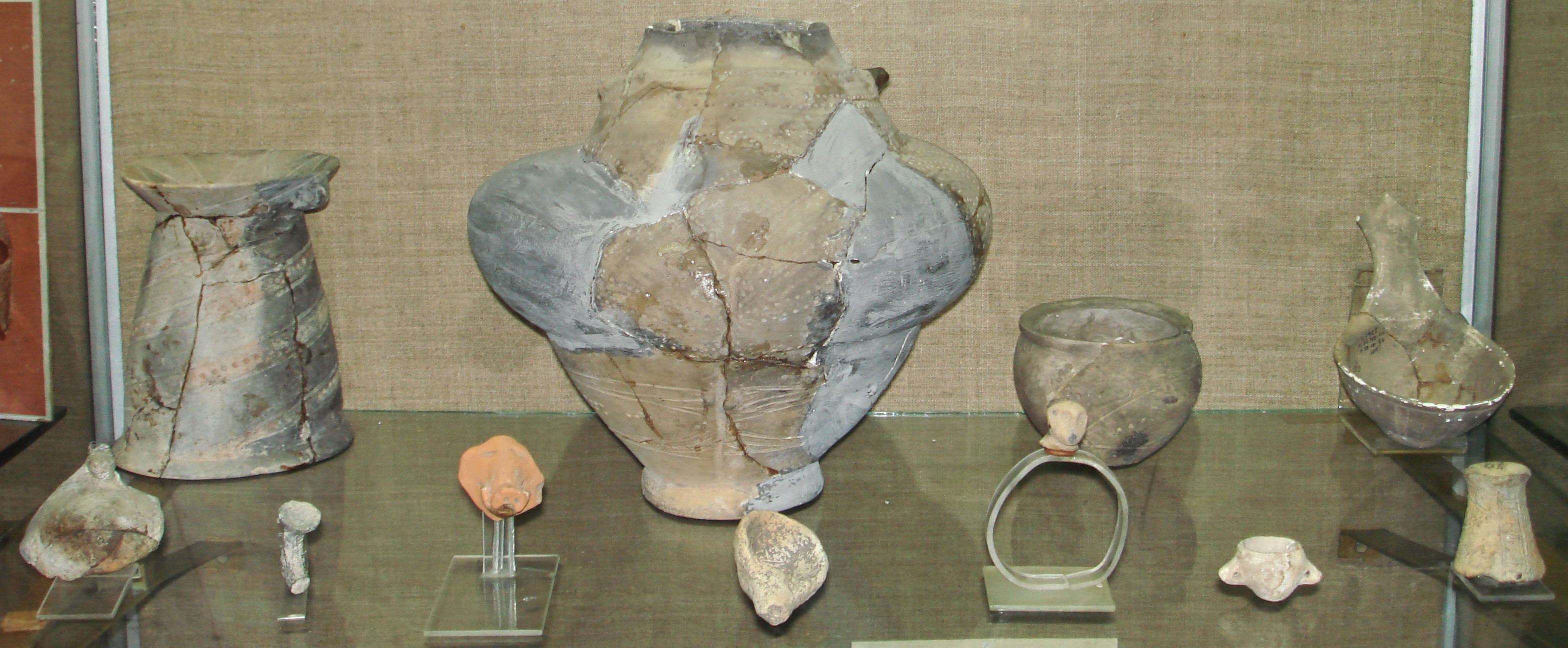
Археологічні знахідки часів трипільської культури на території Бессарабії

На середньому етапі розвитку племена трипільської культури посідали величезні простори лісостепу від Східної Трансільванії на захід до Дніпра на схід. Вони розселилися в районі сточищ Верхнього і Середнього Дністра, Пруту, Серета, Південного Побужжя та Правобережжя Дніпра. Поселення цього періоду значно більші за розміром (що свідчить про збільшення кількості населення) і розташовані на підвищених плато біля річок та струмків. Наземні житла в них будувалися по колу або овалом. Житла в плані мали форму видовженого прямокутника й будувалися на фундаменті з розколотого дерева, покладеного впоперек, на нього накладався товстий шар або кілька шарів глини. Плетені дерев'яні стіни на стовпах і перегородки всередині житла обмазували глиною, з глини будували печі на дерев'яному каркасі, припічки, лежанки коло печі. З глини робили ритуальні жертовники в житлах, круглі або у формі хреста (с. Коломийщина, Володимирівка, Майданецьке, Тальянки). Разом зі збільшенням населення збільшувалися посівні площі. Скотарство також було розвинене більше, ніж раніше, полювання мало допоміжне значення. Знаряддя праці вироблялося з кременю, каменю та кісток тварин, мотики для обробки землі з рогу оленя. У поселеннях було виявлено клиноподібної форми та провушні сокири з міді. Почалося видобування міді із родовищ на Волині та у Подністров'ї. Рівня ремесла досягло гончарство. Характерним для кінця цього періоду став монохромний та біхромний спіральний орнамент, нанесений чорною фарбою на жовтувато-червонуватому ангобу. Посуд різних форм ліпився руками, можливо застосовувався повільний гончарний круг. Типові великі грушоподібні та кратероподібні посудини для збереження зерна, миски, горщики, біконічні посудини та ін. (Володимирівка, Сушківка, Попудня, Шипинці); також з глини виробляли схематизовані жіночі статуетки, фігурки тварин, модельки жител. Суспільний лад племен Трипільської культури цього періоду лишався далі патріархально-родовим. До середньої доби Трипільської культури належать поселення, що їх виявив В. Хвойка біля сіл Трипілля, Верем'я, Щербанівка, а також Володимирівка, Веселий Кут, Миропілля, Небелівка та ін.

### Пізній етап

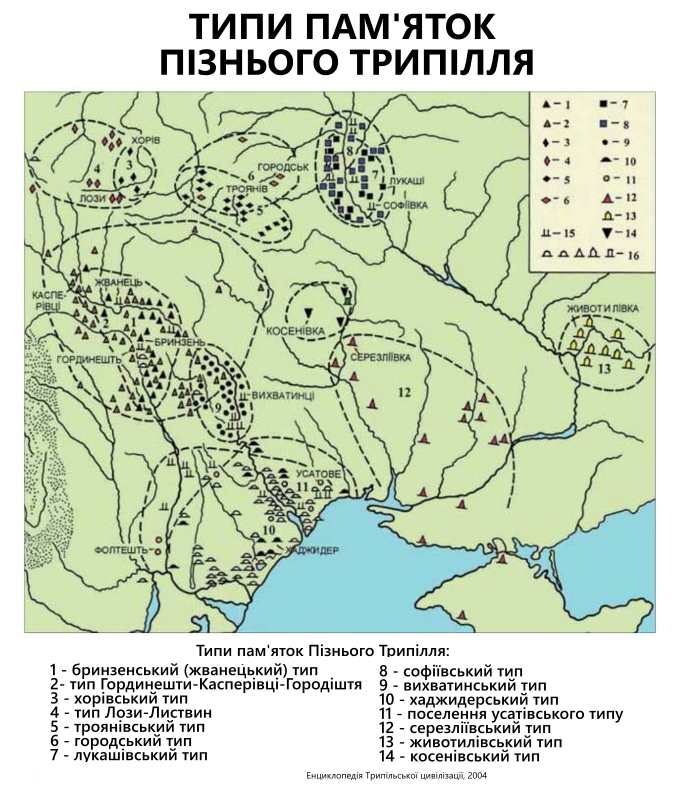
Типи пам'яток Пізнього Трипілля.

Типи пам'яток (локальні групи/культури) Пізнього Трипілля, за В.О. Дергачовим::
1. бринзенський (жванецький) тип;
2. тип Гординешти-Касперівці-Городіштя;
3. хорівський тип;
4. тип Лози-Листвин;
5. троянівський тип;
6. городський тип;
7. лукашівський тип;
8. софіївський тип;
9. вихватинський тип;
10. хаджидерський тип;
11. поселення усатівського типу;
12. серезліївський тип;
13. животилівський тип;
14. косенівський тип.

За пізнього періоду трипільської культури значно розширилася територія, заселена трипільцями: на землі східної Волині, сточища річок Случі й Горині, обидва береги Київського Придніпров'я та степи північно-західного Причорномор'я, де трипільці стикалися з носіями інших культур.
Просування степовиків у Побужжя спричинило відділення софіївських пам'яток в окрему післятрипільську софіївську культуру, що згодом частково поширилася на Волинь.
Значно зросло значення тваринництва в степу. Тваринництво кочового характеру складалося переважно з дрібної рогатої худоби (вівці, кози) (до 63—65 %). Помітного значення набув кінь (до 15—16 %) (Усатове).
За цього періоду, на думку деяких фахівців, зберігався патріархальний лад.
Під впливом контактів із племенами інших культур, коли на початку III тисячоліття до н. е. у степовій зоні, південних районах Лісостепу Східної Європи та Дніпровського басейну розселилися скотарські племена так званої ямної культури, що просувалися зі степів у пошуках нових пасовищ, у культурі пізньотрипільських племен зникає багато рис, характерних для трипільської культури попереднього часу.
Змінюється характер житлобудівництва, зникає спіральна орнаментація в мотивах розпису посуду і типові трипільські форми, натомість з'являється новий тип посуду, орнаментованого відтисками шнура, схематизується антропоморфна пластика.
З'являється новий тип поховання в ямах із насипом та без насипу з кам'яною обкладкою навкруги і витворюється обряд поховання, подібний до обряду сусідніх патріархальних племен ямної культури.
Усатівські племена західних районів Північного Причорномор'я та нижнього Подністров'я (села Усатове, Галеркани, Борисівка, Маяки та інші) були асимільовані носіями ямної культури, відтак праіндоєвропейцями.
Історична доля інших пізньотрипільських племен була різна; зміни в їхній культурі Середнього і Горішнього Подністров'я пов'язані з появою на цій території племен культури кулястих амфор (рання бронза).

## Основне заняття Трипільців
Основним заняттям трипільців було хліборобство. Сіяли ячмінь, жито, пшеницю, просо, вирощували садово-городні культури, які сьогодні добре відомі в Україні. Також є підстави вважати, що трипільці вирощували бобові та льон.

## Трипільська культура в європейському контексті
Споріднені археологічні культури:
- Данило-хварська культура (узбережжя Адріатики);
- Бутмір[en] (Боснія);
- Вінча (Центральні Балкани);
- Тиська (басейн річки Тиса);
- Лендель (Середньодунайський басейн і північ Центральної Європи);
- Боян (Нижньодунайський басейн);
- Хаманджія (Чорноморське узбережжя);
- Караново (Фракія і Східна Македонія);
- Петрешті (Трансільванія);
- Буго-дністровська культура (Україна);
- Дніпро-донецька (Україна).

## Трипільська культура в сучасному міфотворенні
Юрій Шилов у 1990-х роках висловив ідею про нібито найдавнішу державу світу — «праслов'янську Аратту». Локалізація згаданої у месопотамських письмових джерелах легендарної Аратти в Україні була презентована спочатку у доповідях, тези яких були опубліковані, а згодом і у більших за обсягом працях.
Більшістю українських археологів і антропологів подібна версія вважається типовим прикладом історичної міфотворчості, оскільки суперечить науковим фактам. При цьому на підтвердження міфу використовуються фальсифікації тез, які нібито висловлювали авторитетні науковці. За твердженням археологів, велика кількість літературних фантазій на тему трипільської культури створила окремий псевдонауковий жанр, який отримав назву «трипологія». Одним із його наріжних каменів є непохитний автохтонізм трипологів.

## Музеї та експозиції

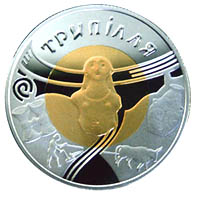
Монета НБУ, присвячена Трипільській культурі

- Державний історико-культурний заповідник «Трипільська культура» у селі Легедзине на Черкащині
- Історико-археологічний музей «Прадавня Аратта — Україна» у селі Трипілля на Київщині
- Музей трипільської культури Національного історико-етнографічного заповідника «Переяслав» у місті Переяслав
- На території музею «Київська фортеця» у Києві є Музей трипільської культури[31]
- Печера-музей трипільської культури «Вертеба» у с. Більче-Золоте
- КЗ КОР Київський обласний археологічний музей у с. Трипілля (Київська область)
- КЗ КОР Ржищівський краєзнавчий музей (Київська область)
- Борщівський обласний археологічний музей із відділенням у печері Вертеба (Тернопільська область)
- Національний музей історії України, Київ
- Археологічний музей Інституту археології НАН України (Київ)
- Національний заповідник «Замки Тернопілля». Експозиція матеріалів досліджень Трипільського поселення с. Бодаки у Вишнівецькому палаці
- Одеський археологічний музей НАН України (Одеса)
- Музей В. Хвойки, меморіальний (с. Халеп'я, Київська область)
- Черкаський обласний краєзнавчий музей (Черкаси)
- Майданецьке, музей історії села (с. Майданецьке Черкаської області)
- Львівський історичний музей
- Івано-Франківський обласний краєзнавчий музей
- Національний музей історії Молдови

## Трипільська культура у мистецтві
- Ед Данилюк «Пожежа Саніри» (рос. Эд Данилюк «Пожар Саниры») — історичний детектив, дія якого розгортається у трипільському місті.
- Василь Кожелянко «Третє поле» — роман у жанрі альтернативної історії.
- Олександр Мельник «В очікуванні літньої зливи» — частина подій роману розгортається в період занепаду трипільської культури[32].
- Монета НБУ присвячена трипільській культурі
- Пам'ятник трипільській цивілізації у м. Ржищів (Київська область)
- Трипілля. Забута цивілізація Старої Європи — український документальний фільм 2013 року.

### Українською
- Археологія України: Курс лекцій: Навч. посібник / Л. Л. Залізняк, О. П. Моця, В. М. Зубар, В. В. Отрощенко, К. Бунятян, Р. В. Терпиловський; за ред. Л. Л. Залізняка. — К.: Либідь, 2005. — 504 с. 966-06-0394-0.
- Бібіков С. Трипільська культура. Археологія Української РСР, т. І. Київ, 1971.
- М. Ю. Відейко. Трипільська культура // Енциклопедія історії України : у 10 т. / редкол.: В. А. Смолій (голова) та ін. ; Інститут історії України НАН України. — К. : Наукова думка, 2013. — Т. 10 : Т — Я. — С. 153-155. — ISBN 978-966-00-1359-9.
- Шість тисяч років тому виникають трипільські поселення з тисячами двоповерхових жител….
- Н. Кордиш-Головко. Трипільська культура // Енциклопедія українознавства : Словникова частина : [в 11 т.] / Наукове товариство імені Шевченка ; гол. ред. проф., д-р Володимир Кубійович. — Париж — Нью-Йорк : Молоде життя, 1980. — Кн. 2, [т. 9] : Тимошенко — Хмельницький Богдан. — С. 3259-3261. — ISBN 5-7707-4049-3.
- Енциклопедія Трипільської цивілізації, Київ, Укрполіграфмедіа, 2004, т. І—ІІ.
- Захарук Ю. Пізній етап трипільської культури. Археологія Української РСР, т. I. Київ, 1971.
- Пастернак Я. Археологія України. Торонто 1961.
- Магура Сильвестр Сильвестрович, Питання побуту на підставі залишків трипільської культури. «Трипільська культура на Україні», 1926, вип. 1;
- Магура Сильвестр Сильвестрович, Експедиція 1934 р. для дослідження пам'яток трипільської культури. «Наукові записки ІІМК УАН», 1937, кн. 2.
- Трипільська культура, т. І, АН УРСР, Інститут Археології. Київ, 1940.
- Черниш К. Ранньотрипільське поселення Ленківці на Середньому Дністрі. АН УРСР, Інститут Археології. Київ, 1959.
- Бунятян К. П., Мурзін В. Ю. та Симоненко О. В. На світанку історії. Том. 1. — К., 1998.
- Бурдо Н. Б. — Населення раннього етапу Трипільської культури межиріччя Дністра та Південного Бугу. — К., 1993.
- Бурдо Н. Б. Сакральний світ трипільської цивілізації. Київ, Наш Час, 2008
- Бурдо Н. Б., Відейко М. Ю. Трипільська культура. Спогади про золотий вік. — Харків, Фоліо,2007
- Енциклопедія Трипільської цивілізації. — К., Укрполіграфмедіа, 2004, т. І-ІІ.
- Смолій В. А. — Історія України — К., 1997.
- Толочко П. П. — Давня історія України, Кн. 1 — К., 1994.
- Чмихов М. О., Кравченко Н. М., Черняков І. Т.  Археологія та стародавня історія України. Курс лекцій. — Київ : Либідь, 1992. — 373 с.

### Німецькою
- Schmidt H. Cucuteni in der oberen Moldau, Rumanien: Die befestigte Siedlung mit bemalter Keramik von der Steinkupferzeit bis in die vollentwickelte. Berlin-Leipzig: Gruyter, 1932.

### Російською
- Археология Украинской ССР, Киев, 1985, т.1.
- Бибиков С., Раннетрипольское поселение Лука-Врублевецкая на Днестре. МИА н. 38. М. — П. 1953.
- Пассек Т., Раннеземледельческие (трипольские) племена Поднестровья, МИА, н. 84. Москва, 1961.
- Пассек Т. Периодизация трипольских поселений. МИА, н. 10. М. — П. 1949.
- Рыбаков Б. А., Космогония и мифология земледельцев энеолита // Советская археология, 1965, № 1—2.
- Рындина Н. В. Древнейшее металлообрабатывающее производство Восточной Европы, М., 1971.
- Хвойко В. Каменный век Среднего Поднепровья // Труды одиннадцатого археологического сьезда в Киеве. І. Киев, 1901.
- Гимбутас Мария, Цивилизация Великой Богини: мир Древней Европы, Москва, РОССПЭН, 2006.
- Черныш Е. К., К истории населения энеолитического времени в Среднем Приднестровье // Неолит и энеолит юга Европейской части СССР, Москва, 1962.
- Палагута И.В. Наборы статуэток Прекукутени — раннего Триполья: опыт социокультурной интерпретации раннеземледельческой пластики // Российский археологический ежегодник. — 2013. — Вип. 3. — С. 141—211.